# D CIDE TRAUMEREI
《D_CIDE TRAUMEREI》是日本公司Sumzap、Drecom、武士道推出的跨媒體企劃。手機遊戲於2021年9月30日發行，電視動畫《D_CIDE TRAUMEREI THE ANIMATION》於2021年7月至10月播出。

## 登場角色
古堅蘭堂（配音：菅沼久義）
遊戲版主角。
天海愛瑠（配音：佐倉薰）
大寢屋周一（配音：神谷浩史）
橙田亞利彌（配音：紡木吏佐）
三浦無弦（配音：中村悠一）
七瀨茉莉亞（配音：相羽亞衣奈）
宇佐美花菜（配音：相澤舞）
榮多凌久（配音：杉田智和）
戶增麻倫（配音：三上枝織）
範野樹理（配音：小林優）
柵賴葉月（配音：大空直美）
猿場瑛士（配音：中井和哉）
針尾凛（配音：美波和嘉菜）
織田龍平（配音：阿座上洋平）
動畫版主角。
毛利玲菜（配音：伊藤彩沙）
伊吹咲愛莉（配音：高野麻里佳）
伏邊或斗（配音：堀江瞬）
潔西卡·克雷伯恩（Jessica Clayborn，配音：悠木碧）
湊亞希（配音：井上麻里奈）
特莉絲（Tris，配音：桃野春菜）
織田純平（配音：陶山章央）
村瀨良判（配音：松岡禎丞）
和葉（配音：渡瀨結月）

## 電視動畫

### 製作人員
- 原作：Sumzap、Drecom、武士道
- 劇本原案：里見直
- 導演：今義和
- 顧問：森川滋
- 劇本統籌：大野木寬
- 編劇：大野木寬、鈴木洋介、森田繁
- 角色原案：BlasTrain
- CG總監：石川真平
- 角色設定：茶之原拓也、Shin Joseph
- 美術指導：渡邉伸
- 色彩設計：松山愛子
- 攝影指導：奥村大輔
- 剪輯：榎田美咲
- 音樂：田中公平
- 音效指導：龜山俊樹
- 音效製作：Bit grooove promotion
- 執行製作人：木谷高明（日语：木谷高明）、久保彌一
- 製作人：中山雅弘、高垣佳晃、嵯峨隼人、田淵裕基
- 動畫製作統括：松浦裕曉
- 製作：保住昇汰
- 動畫製作：三次元
- 製作：DCTM製作委員會

### 主題曲
片頭曲
作詞：椎名林檎，作曲：龜田誠治，編曲：東京事變，主唱：東京事變
片尾曲《BLACK LOTUS》
作詞：eMPIRE SOUND SYSTeMS，作曲、編曲：Sho from MY FIRST STORY，主唱：燐舞曲

### 各話列表
| 話數 | 日文標題 | 中文標題       | 編劇     | 分鏡     | 演出       | 作畫監督              |
| ---- | -------- | -------------- | -------- | -------- | ---------- | --------------------- |
| 1    |          | 覺醒           | 大野木寬 | 今義和   | 矢野勇也   | 依田祐輔              |
| 2    |          | 蠶絲           | 鈴木洋介 | 石黑達也 | 奥川尚彌   | 依田祐輔、前田亞紀    |
| 3    |          | 虛假朋友       | 大野木寛 | 增田敏彦 | 大森大地   | 依田祐輔、前田亞紀    |
| 4    |          | 壞蛋           | 大野木寛 | 松園公   | 志賀健太郎 | 依田祐輔、前田亞紀    |
| 5    |          | 獨斷           | 森田繁   | 森川滋   | 矢野勇也   | 依田祐輔              |
| 6    |          | 和葉           | 森田繁   | 渡部高志 | 奥川尚彌   | 依田祐輔              |
| 7    |          | 島和都         | 大野木寛 | 杉島邦久 | 大森大地   | 前田亞紀              |
| 8    |          | 匣之中         | 大野木寛 | 森川滋   | 志賀健太郎 | 前田亞紀              |
| 9    |          | 暫停時間的男人 | 森田繁   | 坂田純一 | 鈴木大介   | Shin Joseph、大峰誠也 |
| 10   |          | 讓我做個美夢   | 後藤綠   | 增田敏彥 | 矢野勇也   | 依田祐輔              |
| 11   |          | 追想           | 森田繁   | 杉島邦久 | 奥川尚彌   | 前田亞紀、Shin Joseph |
| 12   |          | 貫徹信念       | 大野木寛 | 增田敏彥 | 大森大地   | Shin Joseph           |
| 13   |          | 曉光           | 大野木寛 | 今義和   | 矢野勇也   | 前田亞紀              |

### 藍光版
| 卷數 | 發售日期      | 收錄話數        | 規格編號   |
| ---- | ------------- | --------------- | ---------- |
| 1    | 2021年12月1日 | 第1話 ~ 第4話   | BRXM-10004 |
| 2    | 2022年1月12日 | 第5話 ~ 第7話   | BRXM-10005 |
| 3    | 2022年2月9日  | 第8話 ~ 第10話  | BRXM-10006 |
| 4    | 2022年3月2日  | 第11話 ~ 第13話 | BRXM-10007 |

## 外部連結
- D_CIDE TRAUMEREI （页面存档备份，存于）（遊戲官方網站）（日語）
- D_CIDE TRAUMEREI THE ANIMATION （页面存档备份，存于）（動畫官方網站）（日語）